# Microchironomus conjungens
Microchironomus conjungens är en tvåvingeart som beskrevs av Lenz 1926. Microchironomus conjungens ingår i släktet Microchironomus och familjen fjädermyggor.
Artens utbredningsområde är Ungern. Inga underarter finns listade i Catalogue of Life.